# Мэр Хьюстона
Мэр Хьюстона (англ. Mayor of Houston) — глава исполнительной власти города Хьюстона в Техасе, США. Мэр, во главе администрации, является главным должностным лицом, он отвечает за общее руководство городом, подписывает все постановления и законы, принятые Муниципальным Советом и следит за тем, чтобы они выполнялись. Помимо этого, мэр представляет Совету годовой бюджет города для одобрения, а затем предоставляет Совету информацию о его исполнении.
Пост мэра занимает Джон Уитмайр с 1 января 2024 года.

## История должности
Город Хьюстон основан в 1836 году и был включён в состав республики Техас в 1837 году. В 1837 году первым мэром Хьюстона был избран Джеймс Холман. Единственным мэром, умершим в должности, был Джозеф Пасториза, который был избран мэром в 1917 году и умер в том же году от сердечной недостаточности.
Ограничений в максимальном пребывании времени на посту мэра до 1991 года не было. В 1992—2015 годах было ограничение на пребывание в три срока (по 2 года каждый), введённое после десятилетнего руководства Кэтрин Уитмайр (1982—1992 годы). С 2016 года мэр имеет право избираться максимум на два четырёхлетних срока.
За всю историю должности в качества мэра были две женщины — Кэтрин Уитмайр (1982—1992) и Эннис Паркер (2010—2016). Ли Браун (1998—2004) стал первым мэром-афроамериканцем. Хьюстон стал самым крупным городом США, где был избран мэр с нетрадиционной ориентацией — Эннис Паркер (2010—2016).
Всего сменилось 60 мэров, некоторые из которых после того, как оставили пост, вновь избирались на эту должность:
- Фрэнсис Мур-младший занимал должность в 1838—1839, 1843—1844, 1849—1853 годах;
- Александр МакГоун занимал должность в 1858—1859, 1867—1868 годах;
- Джеймс Уилсон занимал должность в 1874—1875, 1877—1879 годах;
- Гораций Райс занимал должность в 1896—1898, 1905—1913 годах;
- Оскар Холкомб занимал должность в 1921—1929, 1933—1937, 1939—1941, 1947—1953, 1956—1958 годах;

Больше всего времени занимали должность мэра Хьюстона в течение одного срока:
- Кэтрин Уитмайр (10 лет, 1982—1992)
- Луи Уэлч (10 лет, 1964—1974)
- Оскар Холкомб (8 лет, 1921—1929)
- Гораций Райс (8 лет, 1905—1913)
- Сильвестр Тёрнер (8 лет, 2016—2024)

## Выборы, порядок преемственности
Выборы мэра проводятся в два тура. Мэр избирается каждые 4 года; выборы проходят в первый вторник после первого понедельника ноября каждого нечетного года (в день выборов США). Если ни один из кандидатов не получает простого большинства голосов, двое кандидатов, набравшие больше всего голосов, участвуют во втором туре, проводимом несколько недель спустя. Кандидаты должны проживать в Хьюстоне и быть там зарегистрированными в качестве избирателя в период выборов. Избранный мэр обычно принимает присягу 2 января следующего года. Следующие выборы на должность пройдут 7 ноября 2023 года.
Если мэр, не назначив исполняющего обязанности, подаст в отставку, станет неспособным нести службу или умрёт в должности, то исполняющим обязанности мэра станет один из членов городского (Муниципального) Совета, который дослужит остаток периода полномочий предыдущего мэра. В случае неправомерных действий мэра при выполнении своих обязанностей, он может быть отстранён от должности, если две трети членов городского Совета проголосуют за отстранение. Тем не менее, мэр имеет право на защиту, процесс с присутствием свидетелей, которых выберет мэр. До импичмента мэра, городской Совет может приостановить его деятельность на период, не превышающий тридцати дней, путём две трети голосов членов Совета.

## Список мэров Хьюстона
Партии
 Демократическая партия
 Республиканская партия
| #  | Портрет     | Мэр                                  | Срок              | #  | Портрет     | Мэр                                     | Срок              | #  | Портрет     | Мэр                                  | Срок              |
| -- | ----------- | ------------------------------------ | ----------------- | -- | ----------- | --------------------------------------- | ----------------- | -- | ----------- | ------------------------------------ | ----------------- |
| 1  | 1804—1867   | Джеймс Холман James Holman           | 1837              | 2  | 1808—1864   | Фрэнсис Мур-младший Francis Moore       | 1838—1839         | 3  | неизв.      | Джордж Лайвли George Lively          | 1839—1840         |
| 4  | 1805—1885   | Чарльз Бигелоу Charles Bigelow       | 1840—1841         | 5  | неизв.      | Колонель Эндрюс Colonel Andrews         | 1841—1842         | 6  | 1808—1864   | Фрэнсис Мур-младший Francis Moore    | 1843—1844 2-й раз |
| 7  | 1798—1850   | Гораций Болдуин Horace Baldwin       | 1844—1845         | 8  | неизв.      | Уильям Суэйн William Swain              | 1845—1846         | 9  | 1801—1880   | Джеймс Бейли James Bailey            | 1846—1847         |
| 10 | неизв.      | Бенджамин Бакнер Benjamin Buckner    | 1847—1849         | 11 | 1808—1864   | Фрэнсис Мур-младший Francis Moore       | 1849—1853 3-й раз | 12 | 1803—1889   | Натан Фуллер Nathan Fuller           | 1853—1855         |
| 13 | 1818—1856   | Джеймс Стивенс James Stevens         | 1855—1857         | 14 | 1813—1899   | Корнелиус Эннис Cornelius Ennis         | 1857—1858         | 15 | 1817—1893   | Александр Макгоуэн Alexander McGowan | 1858—1859         |
| 16 | неизв.      | Уильям Кинг William King             | 1859—1850         | 17 | неизв.      | Томас Уитмарш Thomas Whitmarsh          | 1860—1861         | 18 | 1813—1884   | Уильям Хатчинс William Hutchins      | 1861—1862         |
| 19 | 1814—1880   | Томас Хаус Thomas House              | 1862—1863         | 20 | неизв.      | Уильям Андерс William Anders            | 1863—1866         | 21 | 1821—1890   | Гораций Тейлор Horace Taylor         | 1866—1867         |
| 22 | 1817—1893   | Александр Макгоуэн Alexander McGowen | 1867—1868 2-й раз | 23 | 1828—1876   | Джозеф Моррис Joseph Morris             | 1868—1870         | 24 | 1832—1906   | Томас Сканлан Thomas Scanlan         | 1870—1874         |
| 25 | 1820—1902   | Джеймс Уилсон James Wilson           | 1874—1875         | 26 | 1827—1914   | Ирвин Лорд Irvin Lord                   | 1875—1877         | 27 | 1820—1902   | Джеймс Уилсон James Wilson           | 1877—1879 2-й раз |
| 28 | 1813—1903   | Эндрю Бёрк Andrew Burke              | 1879—1880         | 29 | 1820—1890   | Уильям Бейкер William Baker             | 1880—1886         | 30 | неизв.      | Даниель Смит Daniel Smith            | 1886—1890         |
| 31 | 1838—1894   | Генри Шерффиус Henry Scherffius      | 1890—1892         | 32 | 1845—1941   | Джон Браун John Browne                  | 1892—1896         | 33 | 1861—1929   | Гораций Райс Horace Rice             | 1896—1898         |
| 34 | 1866—1941   | Сэмюэл Брашир Samuel Brashear        | 1898—1901         | 35 | 1855—1918   | Джон Вулфорд John Woolford              | 1901—1902         | 36 | 1840—1913   | Оррен Холт Orren Holt                | 1902—1904         |
| 37 | неизв.      | Эндрю Джексон Andrew L. Jackson      | 1904—1905         | 38 | 1861—1929   | Гораций Райс Horace Rice                | 1905—1913 2-й раз | 39 | 1858—1942   | Бен Кэмпбелл Ben Campbell            | 1913—1917         |
| 40 | 1857—1917   | Джозеф Пасториза Joseph Pastoriza    | 1917              | 41 | 1879—1973   | Джозеф Хачесон-младший Joseph Hutcheson | 1917—1918         | 42 | 1878—1958   | Элмерон Эмерман Almeron Amerman      | 1918—1921         |
| 43 | 1888—1968   | Оскар Холкомб Oscar Holcombe         | 1921—1929         | 44 | неизв.      | Волтер Монтейт Walter Monteith          | 1929—1933         | 45 | 1888—1968   | Оскар Холкомб Oscar Holcombe         | 1933—1937 2-й раз |
| 46 | 1882—1954   | Ричард Фонвилл Richard Fonville      | 1937—1939         | 47 | 1888—1968   | Оскар Холкомб Oscar Holcombe            | 1939—1941 3-й раз | 48 | 1902—1990   | Корнелиус Пикетт Cornelius Pickett   | 1941—1943         |
| 49 | 1891—1968   | Отис Мэсси Otis Massey               | 1943—1947         | 50 | 1888—1968   | Оскар Холкомб Oscar Holcombe            | 1947—1953 4-й раз | 51 | 1912—1982   | Рой Хофхейнз Roy Hofheinz            | 1953—1956         |
| 52 | 1888—1968   | Оскар Холкомб Oscar Holcombe         | 1956—1958 5-й раз | 53 | 1904—1981   | Льюис Катрер Lewis Cutrer               | 1958—1964         | 54 | 1918—2008   | Луи Уэлч Louie Welch                 | 1964—1974         |
| 55 | род. в 1938 | Фред Хофхейнз Fred Hofheinz          | 1974—1978         | 56 | 1928—1997   | Джим Макконн Jim McConn                 | 1978—1982         | 57 | род. в 1946 | Кэтрин Уитмайр Kathryn Whitmire      | 1982—1992         |
| 58 | 1925—2014   | Боб Ланье Bob Lanier                 | 1992—1998         | 59 | род. в 1937 | Ли Браун Lee Brown                      | 1998—2004         | 60 | род. в 1954 | Билл Уайт Bill White                 | 2004—2010         |
| 61 | род. в 1956 | Эннис Паркер Annise Parker           | 2010—2016         | 62 | 1954—2025   | Сильвестр Тёрнер Sylvester Turner       | 2016—2024         | 63 | род. в 1949 | Джон Уитмайр John Whitmire           | с 2024            |